# Гетьманець Михайло Захарович
Михайло Захарович Гетьманець (1 липня 1918 — 8 травня 1998) — український журналіст та дипломат. Надзвичайний і Повноважний Посланник 2 класу. Заступник Постійного Представника Української РСР в ООН (1948–1950). Кандидат економічних наук. Член Спілки журналістів України.

## Біографія
Народився 1 липня 1918 року в селі Іванівка, Новоархангельського району, Кіровоградської області.
У 1941–1945 рр. — брав участь в другій світові війні, воював у Червоній Армії, учасник оборони Москви, взятті Будапешта, поранень не мав.
У 1948–1950 рр. — був заступником Постійного представника УРСР при ООН
У 1969–1973 рр. — брав участь у роботі 2-ох спеціальних і 4-ох регулярних сесій Генеральної Асамблеї ООН, Комісії ООН зі звичайних озброєнь, Комісії з атомної енергії та Комісії з прав людини.
Працював начальником відділу зовнішніх економічних зв'язків ЕНДІ Держплану УРСР.
Помер 8 травня 1998 р в м. Києві. Похований на міському кладовищі Берківці, ділянка № 85.

## Автор праць
- Переклад роману індійського письменника Бхабані Бхаттачарія «Той, хто сів на тигра» — українською мовою.
- Советский Союз и страны Азии и Африки : очерк экон. и техн. сотрудничества / М. З. Гетманец. - М. : Международные отношения, 1977. - 194, [2] с. ; 20 см. - Авт. на корешке не указан. - Ч. библиогр. на англ. яз. - Библиогр.: с. 190-195. - 9000 экз.. - 0.80 р.[1]
- Экономика Украинской ССР в едином народнохозяйственном комплексе СССР [Текст] / М. З. Гетманец, канд. экон. наук, Л. Г. Федоренко. - Киев : [б. и.], 1976. - 20 с.; 20 см. - (Библиотечка в помощь лектору "Экономика УССР в десятой пятилетке" / О-во "Знание" УССР. Науч.-исслед. экон. ин-т Госплана УССР)
- Совершенствование структуры и повышение экономической эффективности экспортных поставок промышленной продукции [Текст] / М. З. Гетманец, Ю. С. Голубушин ; Науч.-исслед. экон. ин-т Госплана УССР. - Киев : [б. и.], 1969. - 79 с.; 20 см.

## Нагороди та відзнаки
- Почесна грамота Президії Верховної Ради УРСР (1972)
- Орден Трудового Червоного Прапора (1972)[2]
- Нагороджений 3 орденами і 12 медалями.